# New York Open 2018
New York Open 2018 byl tenisový turnaj pořádaný jako součást mužského okruhu ATP World Tour, který se odehrával na tvrdém povrchu arény Nassau Veterans Memorial Coliseum. Stal se tak první akcí v historii ATP, kde byl položen povrch černé barvy. Konal se mezi 12. až 18. února 2018 v americkém městě Uniondale, ležícím ve státě New York, jako premiérový ročník turnaje.
Turnaj s rozpočtem 748 450 dolarů patřil do kategorie ATP World Tour 250. Nejvýše nasazeným hráčem ve dvouhře se stal jedenáctý hráč světa Kevin Anderson z Jihoafrické republiky. Jako poslední přímý účastník nastoupil do hlavní singlové soutěže slovinský 97. hráč žebříčku Blaž Kavčič.
Čtvrtý singlový titul na okruhu ATP Tour vybojoval 31letý Jihoafričan Kevin Anderson, jenž se následně posunul na nové žebříčkové maximum, když mu patřila 9. příčka. Čtyřhru ovládla bělorusko-rakouská dvojice Max Mirnyj a Philipp Oswald, její členové získali druhou společnou trofej. 40letý Mirnyj odehrál na túře ATP jubilejní 100. deblové finále.

## Rozdělení bodů a finančních odměn

### Rozdělení bodů
| Soutěž  | vítězové | finalisté | semifinalisté | čtvrtfinalisté | 16 v kole | 32 v kole | Q  | Q2 | Q1 |
| ------- | -------- | --------- | ------------- | -------------- | --------- | --------- | -- | -- | -- |
| dvouhra | 250      | 150       | 90            | 45             | 20        | 0         | 12 | 6  | 0  |
| čtyřhra | 250      | 150       | 90            | 45             | 0         | —         | —  | —  | —  |

### Finanční odměny
| Soutěž                              | vítězové | finalisté | semifinalisté | čtvrtfinalisté | 16 v kole | 32 v kole | Q2     | Q1     |
| ----------------------------------- | -------- | --------- | ------------- | -------------- | --------- | --------- | ------ | ------ |
| dvouhra                             | $119 250 | $62 805   | $34 020       | $19 385        | $11 420   | $6 765    | $3 045 | $1 520 |
| čtyřhra                             | $36 230  | $19 040   | $10 320       | $5 910         | $3 460    | —         | —      | —      |
| částka ve čtyřhře je uvedena na pár |          |           |               |                |           |           |        |        |

## Mužská dvouhra

### Nasazení
| Stát                         | Hráč                | ATP | Nasazení |
| ---------------------------- | ------------------- | --- | -------- |
| Jižní Afrika                 | Kevin Anderson      | 11. | 1.       |
| USA                          | Sam Querrey         | 12. | 2.       |
| USA                          | John Isner          | 18. | 3.       |
| Francie                      | Adrian Mannarino    | 25. | 4.       |
| Japonsko                     | Kei Nišikori        | 27. | 5.       |
| USA                          | Ryan Harrison       | 45. | 6.       |
| USA                          | Steve Johnson       | 50. | 7.       |
| Gruzie                       | Nikoloz Basilašvili | 57. | 8.       |
| Žebříček ATP k 5. únoru 2018 |                     |     |          |

### Jiné formy účasti
Následující hráči obdrželi divokou kartu do hlavní soutěže:
- Sebastian Korda
- Mackenzie McDonald
- Noah Rubin

Následující hráči postoupili z kvalifikace:
- Ernesto Escobedo
- Bjorn Fratangelo
- Adrián Menéndez Maceiras
- Stefano Travaglia

### Odhlášení
před začátkem turnaje
- Čong Hjon → nahradil jej  Michail Južnyj

### Skrečování
- Peter Gojowczyk

## Mužská čtyřhra

### Nasazení
| Stát                                                                                  | Hráč             | Stát       | Hráč               | ATP  | Nasazení |
| ------------------------------------------------------------------------------------- | ---------------- | ---------- | ------------------ | ---- | -------- |
| USA                                                                                   | Bob Bryan        | USA        | Mike Bryan         | 30.  | 1.       |
| Bělorusko                                                                             | Max Mirnyj       | Rakousko   | Philipp Oswald     | 84.  | 2.       |
| USA                                                                                   | Nicholas Monroe  | Austrálie  | John-Patrick Smith | 97.  | 3.       |
| Švédsko                                                                               | Robert Lindstedt | Chorvatsko | Franko Škugor      | 102. | 4.       |
| Žebříček ATP k 5. únoru 2018; číslo je součtem žebříčkového postavení obou členů páru |                  |            |                    |      |          |

### Jiné formy účasti
Následující páry obdržely divokou kartu do hlavní soutěže:
- Darian King /  Frances Tiafoe
- Mackenzie McDonald /  Max Schnur

Následující pár nastoupil z pozice náhradníka:
- Radu Albot /  Nikoloz Basilašvili

### Odhlášení
před zahájením turnaje
- Sam Querrey

## Přehled finále

### Mužská dvouhra
- Kevin Anderson vs.  Sam Querrey, 4–6, 6–3, 7–6(7–1)

### Mužská čtyřhra
- Max Mirnyj /  Philipp Oswald vs.  Wesley Koolhof /  Artem Sitak, 6–4, 4–6, [10–6]